# 密利克大学
密利克大学（英語：Millikin University）是美国一所男女共学、全面系统、私人的四年制的大学，学校开设包括商业、艺术、科学、成人教育等专业，学校成立于1910年，由美国商人詹姆斯·密利克捐献。

## 历史
1901年，美国商人詹姆斯·密利克建造了密利克大学，学校位于伊利诺伊州，距离芝加哥180公里。

## 学校院系
密利克大学开设了多种多样的课程和专业：
- 会计
- 艺术治疗
- 艺术工作室
- 运动训练
- 生物
- 生物教育
- 化学
- 化学教育
- 商业音乐
- 传媒
- 早期教育
- 初等教育
- 英语教育
- 英语文学
- 英语写作
- 企业
- 金融
- 平面设计、计算机艺术
- 健康、健身与休闲
- 历史
- 人类服务
- 信息系统
- 国际商务
- 管理
- 市场营销
- 数学
- 音乐
- 音乐商务
- 音乐教育
- 音乐表演
- 音乐剧
- 护理
- 哲学
- 体育教育
- 物理
- 政治科学
- 心理学
- 社会科学教育
- 社会学
- 西班牙语
- 运动管理
- 戏剧
- 剧院管理
- 戏剧设计与制作
- 戏剧（表演、舞台管理）

## 著名校友

### 演员和音乐人
- 裘蒂·班森
- 塞拉·波吉丝
- 赫蒂·布里斯
- 卢克·梅纳德
- 马蒂斯·梦露
- 泰德·希根布林克
- 安妮·沃斯奇
- 马修·韦斯特

### 运动员和教练
- 乔治·科贝特
- 弗雷德·T·朗
- 哈瑞·朗
- 丹尼·莫勒
- 乔治·马索
- 杰夫·奎里

### 作家和媒体人物
- 爱丽丝·安布罗斯
- 乔治·爱尔兰
- 加内特·露西尔·雷
- 肖恩·迈克尔·托马斯

### 政治人物
- 托马斯·W·尤因
- 詹姆斯·本顿·帕森斯